# موزه سیاه
موزه سیاه (به انگلیسی: Black Museum)، ششمین و آخرین قسمت از فصل چهارم مجموعه آنتولوژی علمی‌تخیلی بریتانیایی آینه سیاه است. این اپیزود توسط خالق سریال آینه سیاه یعنی چارلی بروکر نوشته شده و کلم مک‌کارتی آن را کارگردانی کرده‌است. فیلم‌نامه بخشی از این قسمت با اقتباس از داستان معتاد درد نوشته پن جیلت به رشته تحریر درآمده است. موزه سیاه همچون دیگر اپیزودهای فصل چهارم سریال در تاریخ ۲۹ دسامبر ۲۰۱۷ توسط نت‌فلیکس منتشر شد.
داستان این اپیزود درباه دختر جوانی به نام رولو است که در میانه مسیر خود به موزه‌ای مرموز می‌رسد که در آن وسایل مربوط به تکنولوژی نگهداری می‌شود. این اپیزود از سه داستان بلند تشکیل شده که صاحب موزه برای رولو تعریف می‌کند و در انتها به یکدیگر مرتبط می‌شوند. این اپیزود با واکنش متوسطی از سوی منتقدان همراه بود. عملکرد لتیشیا رایت با تحسین همراه شد اما منتقدان نسبت به پایان‌بندی این قسمت انتقاد کردند. بعضی از منتقدان دیگر نیز اعلام کردند که طرح داستانی این قسمت، شباهت فراوانی به اپیزود کریسمس سفید دارد.